# Banca di riserva dell'India
La Reserve Bank of India (in hindi:भारतीय रिज़र्व बैंक) è la banca centrale dell'Unione indiana, che stabilisce la politica monetaria della rupia indiana. 

## Storia

### Fondazione

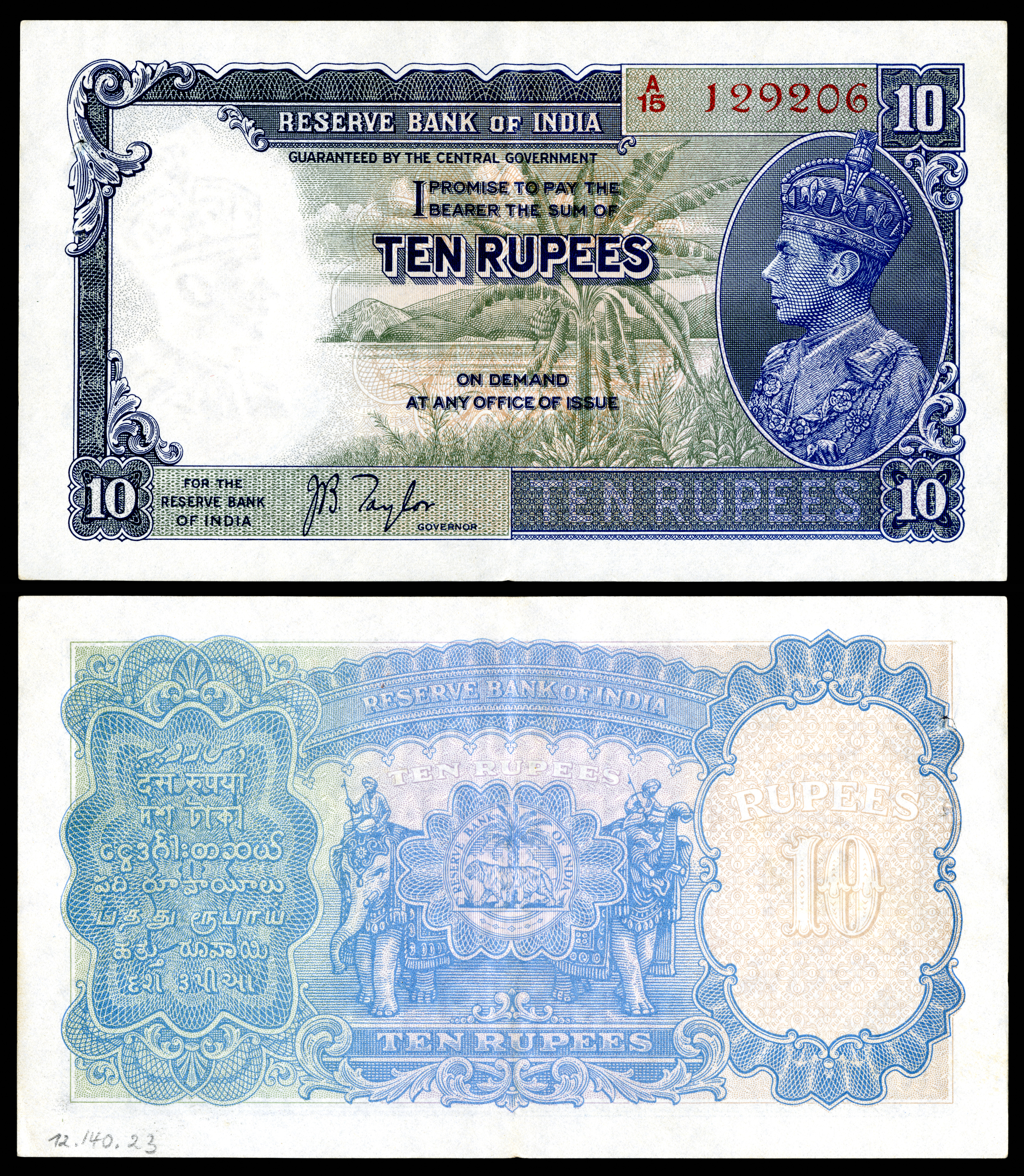
Fronte e retro della banconota da 10 rupie, prima emissione (1938)

In seguito alle difficoltà valutarie successive alla fine della prima guerra mondiale la creazione di una banca centrale divenne necessaria per poter prevenire le difficoltà economiche e i crolli valutari.
Cosicché nel 1925 fu costituita la Royal Commission on Indian Currency and Finance (detta Hilton Young Commission).
La Reserve Bank of India fu fondata nel 1935 sotto il dominio coloniale britannico in ottemperanza a quanto previsto dal Reserve Bank of India Act dell'anno precedente. Il capitale iniziale era diviso in azioni di 100 rupie ciascuna, interamente versate, interamente sottoscritte da soggetti privati. 
La Banca iniziò la propria attività assumendo le funzioni fino ad allora svolte dalla Direzione Monetaria del Governo e dalla Imperial Bank of India
Il sigillo era ispirato al doppio mohur della East India Company, raffigurante un leone e una palma. Tuttavia, si decise di sostituire il leone con la tigre, animale nazionale dell'India. 
La sede era inizialmente a Calcutta, ma nel 1937 fu spostata a Bombay.

### 1935–1950
Nel 1938 fu emessa la prima serie di banconote. 
La RBI inizialmente agiva anche come banca centrale della Birmania fino al 1947, anche dopo che la Birmania si era separata dall'Unione Indiana nel 1937.
Dopo la Divisione dell'India nel 1947, la Banca servì ancora come banca centrale del Pakistan fino all'anno successivo, quando entrò in funzione la State Bank of Pakistan. 
Nel 1949 la banca fu nazionalizzata dal governo del nuovo Stato indiano.

### 1950–1960
Negli anni cinquanta il governo indiano, sotto la guida del primo ministro Jawaharlal Nehru attuò una politica economica pianificata, centrata sullo sviluppo agricolo. La banca centrale ebbe l'ordine di sostenere il piano economico con prestiti.
Furono nazionalizzate le banche commerciali. 

### 1960–1969
Il fallimento di numerose banche all'inizio degli anni sessanta rese necessaria l'introduzione di un'assicurazione sui depositi, che entrò in funzione nel 1961.

### 1969–1985
Nel 1969 il governo di Indira Gandhi nazionalizzò le 14 maggiori banche commerciali. Quando la Gandhi tornò al governo nel 1980, altre sei banche furono nazionalizzate.
Negli anni settanta la banca centrale divenne l'attore principale e regolamentò il settore bancario, dai tassi d'interesse alla riserva obbligatoria, ai depositi.
In conseguenza di questa politica le banche concessero prestiti a settori precisi, come quello agricolo e quello del piccolo commercio
La crisi petrolifera del 1973 provocò un aumento dell'inflazione e la politica monetaria restrittiva della Banca ne ridusse gli effetti.

### 1985–1991
In questo periodo il Security & Exchange Board of India esaminò l'economia indiana e propose metodi per rendere più efficienti i mercati e tutelare gli investitori.
La Discount and Finance House of India iniziò l'attività sul mercato monetario nel 1988; la National Housing Bank, fondata nel 1988, fu costretta a investire nel mercato immobiliare.

### 1991–2000
L'economia indiana ebbe un tracollo nel 1991 e la rupia fu svalutata. La moneta perse il 18% rispetto al dollaro.
Nel 1993 fu deciso di costituire un settore bancario privato. Questo cambio di rotta, che avrebbe dovuto rafforzare il mercato, fu effetto del nuovo indirizzo neoliberista.
La banca centrale liberalizzò i tassi d'interesse e alcuni settori del mercato finanziario, come il mercato immobiliare e i trust.
Il National Stock Exchange of India iniziò a funzionare nel 1994 e la RBI autorizzò le banche nazionalizzate a ricorrere al mercato per rafforzare il proprio capitale.

## Struttura

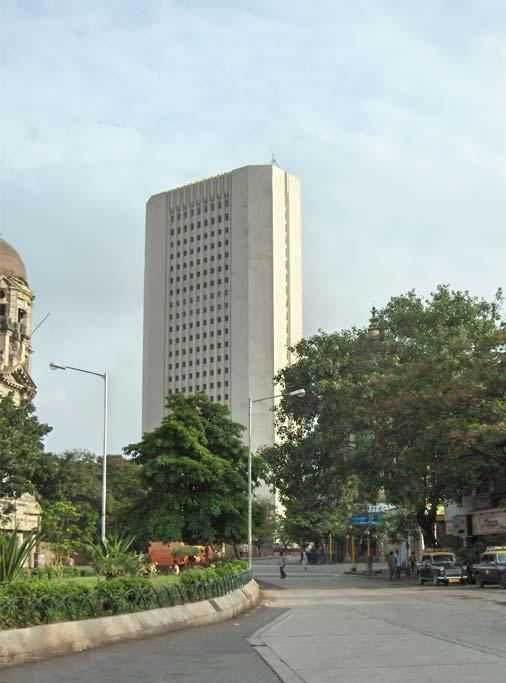
La nuova sede centrale a Bombay

Il Central Board of Directors è l'organo decisionale della Banca. I 21 membri sono nominati dal Governo per un mandato di quattro anni. Il comitato è composto dal Governatore e da non più di 4 vicegovernatori, 4 direttori degli uffici di "zona", 2 membri nominati dal Ministero delle Finanze, 10 direttori in rappresentanza di importanti elementi dell'economia indiana.
Dei quattro vicegovernatori tradizionalmente due sono interni alla Banca, scelti fra i Direttori Esecutivi, uno è nominato fra i presidenti delle banche pubbliche e l'ultimo è un economista.
La Reserve Bank of India ha quattro uffici di "zona" a Chennai, Delhi, Kolkata e Mumbai.
Vi sono poi 19 uffici regionali a Ahmedabad, Bangalore, Bhopal, Bhubaneswar, Chandigarh, Chennai, Delhi, Guwahati, Hyderabad, Jaipur, Jammu, Kanpur, Kochi, Kolkata, Lucknow, Mumbai, Nagpur, Patna e Thiruvananthapuram. Infine 11 sotto-uffici hanno sede a Agartala, Dehradun, Gangtok, Panaji, Raipur, Ranchi, Shillong, Shimla, Srinagar, Aizawal e Imphal.

## Compiti

L'ingresso della sede di Delhicon la statua di Yakshini, dea della prosperità

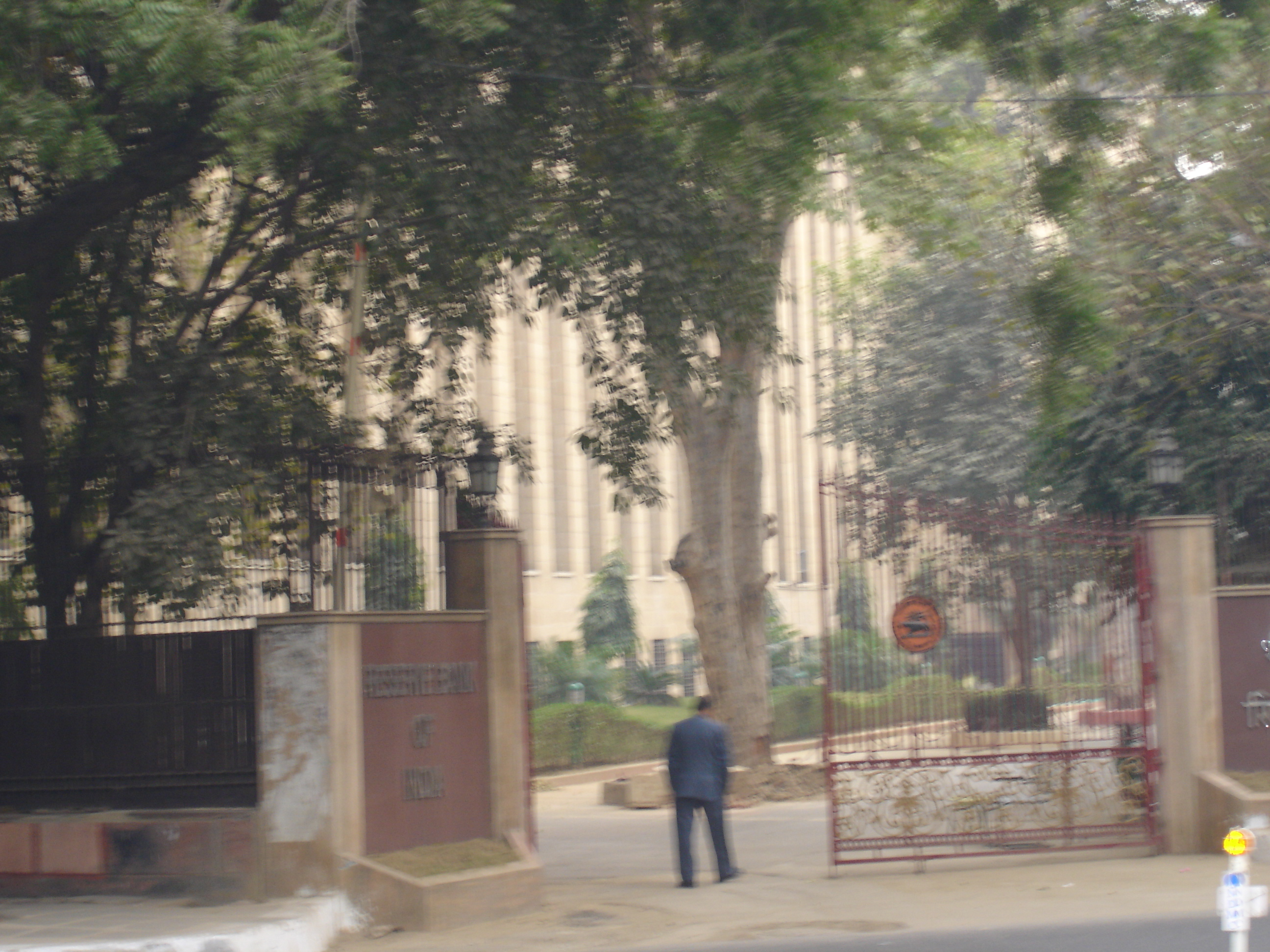
La sede di Delhi

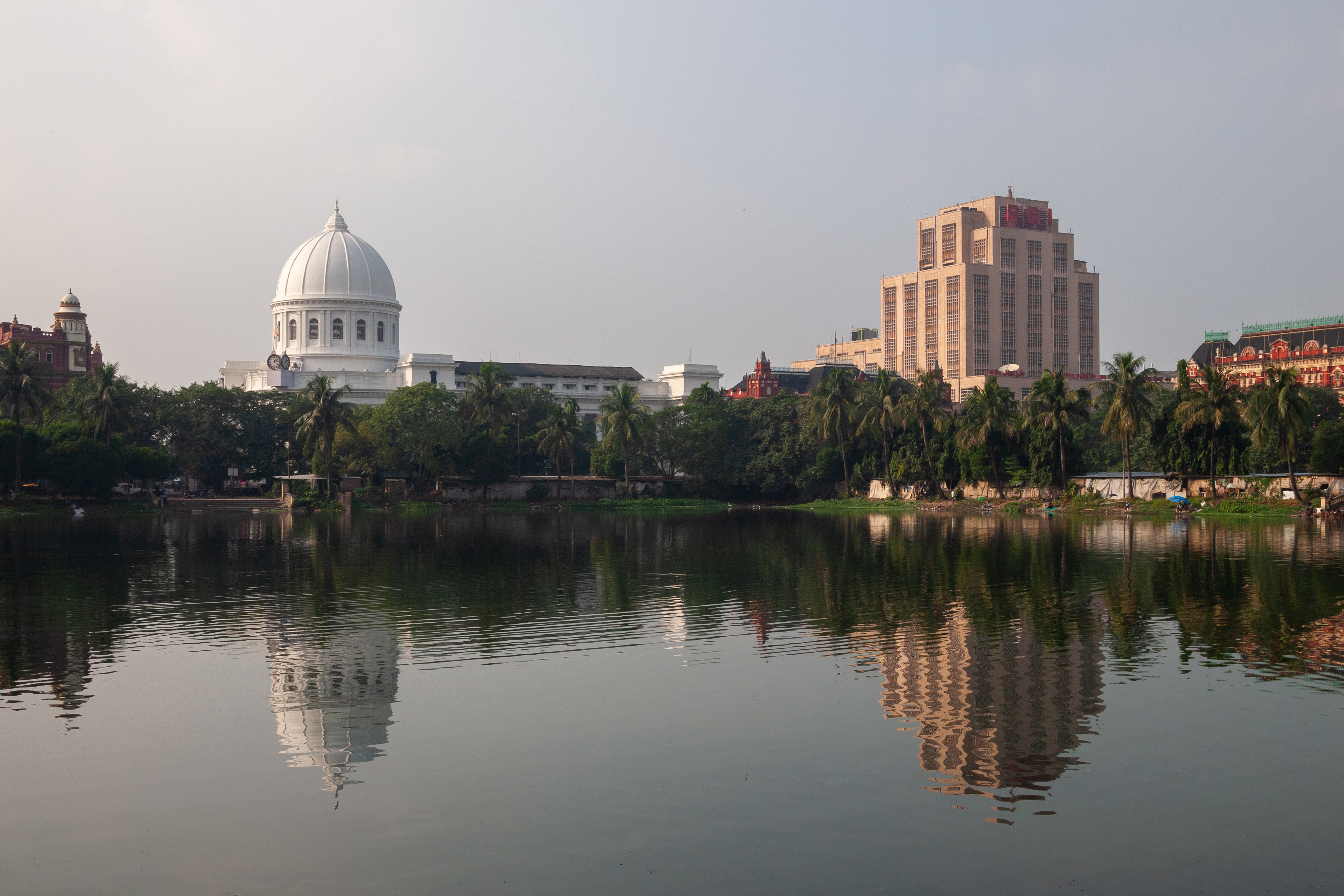
La sede di Calcutta (l'edificio di pietra)

I compiti svolti dalla Reserve Bank of India sono i seguenti:
- Vigilanza sugli istituti bancari e finanziari
- Regolamentazione del sistema finanziario, per tutelare i risparmiatori, per garantire l'efficienza del sistema dei pagamenti,
- Vigilanza sui cambi, per garantire efficienti pagamenti internazionali
- Emissione di moneta metallica e cartamoneta
- Prestatore di ultima istanza verso le banche
- Individuazione della moneta falsa
- Promozione dello sviluppo economico
- Concessione di prestiti alla Federazione ed ai singoli Stati federati

La Reserve Bank of India è membro dell'Asian Clearing Union, nonché dell'Alliance for Financial Inclusion (AFI).